# László Miske
Miske László (Bodoc, 18 de septiembre de 1935-Debrecen, marzo de 2025) fue un actor húngarorumano, reconocido con el Premio Jászai Mari en 2003. Tuvo una carrera que abarcó más de cinco décadas, actuando en teatros de Rumania y Hungría, más notablemente en el Teatro Nacional Csokonai en Debrecen desde 1992 hasta su retiro en 2023.

## Biografía

### Primeros años y educación
Miske nació en una familia húngara Székely el 18 de septiembre de 1935 en Zălan, un pueblo de lo que entonces era el Reino de Rumania. Asistió a la escuela en Cluj, viajando desde su ciudad natal, y se graduó en el Liceul Brassai Sámuel en 1954. Inicialmente, estudió teología reformada y trabajó como pastor durante dos años antes de dedicarse a la actuación. Estudió en el Instituto de Teatro Szentgyörgyi István en Târgu Mureș, donde se graduó en 1966.

### Cine y televisión
Apareció en varias películas y producciones televisivas, entre ellas Ítélet (1970), Honfoglalás (1996), Sacra Corona (2001) y A miskolci boniésklájd (2004). Sus créditos televisivos incluyen las series A templomos lovagok kincse (1992) y Kisváros (2001), entre otras.

## Legado
Fue considerado un actor versátil cuya carrera conectaba el teatro en lengua húngara entre Rumania y Hungría. Su extenso repertorio y su dedicación al escenario le valieron el reconocimiento como una figura importante en las artes escénicas húngaras.